# Kimberly S. Budil
Kimberly Susan Budil es una física estadounidense. Es la 13.º y actual directora del Laboratorio Nacional Lawrence Livermore, siendo la primera mujer en ocupar ese puesto.

## Biografía

### Primeros años
Recibió una licenciatura en ciencias con especialización en física en 1987 por la Universidad de Illinois en Chicago, una maestría en ciencias en 1988 y un doctorado en filosofía en 1994, ambos en ciencias aplicadas por la Universidad de California en Davis.
Mientras realizaba su posgrado, trabajó con la futura premio Nobel, Donna Strickland, quien le habló de su síndrome del impostor: "Deja de disculparte por estar aquí; perteneces y estás contribuyendo de una manera real". "Ella compartió su experiencia y lo que aprendió de ello en el libro "Find Your Path: Unconventional Lessons from 36 Leading Scientists and Engineers", junto con otros colaboradores como Stephon Alexander. Su principal contribución científica fue en el campo de los láseres ultrarrápidos de alta potencia, participando en el proyecto NOVA, el primer proyecto de fusión por confinamiento inercial del mundo y antecesor del National Ignition Facility.

### Carrera
Después de unirse al Laboratorio Nacional Lawrence Livermore como científica en 1987 y posteriormente como postdoctorada en 1994, asumió diversos roles en una amplia variedad de entidades gubernamentales de Estados Unidos, como la Administración Nacional de Seguridad Nuclear, el Departamento de Seguridad Nacional, el Departamento de Defensa. y el Departamento de Energía.
En 2014, se convirtió en vicepresidenta de gestión de laboratorios de la Universidad de California, gestionando las relaciones entre los diez campus y los tres laboratorios del Departamento de Energía administrados por la Universidad de California (Laboratorio Nacional Lawrence Berkeley, el Laboratorio Nacional Lawrence Livermore y el Laboratorio Nacional de Álamos). En 2019, fue directora asociada principal de Armas e Integración Compleja en LLNL.
En 2019, fue nombrada miembro de la Sociedad Estadounidense de Física. En 2021, fue nombrada directora del Laboratorio Nacional Lawrence Livermore, convirtiéndose en la primera mujer en ocupar el puesto.
Ha sido una de las primeras defensoras de las mujeres en la ciencia. Participó en la Asociación de Mujeres del Laboratorio Lawrence Livermore y organizó numerosas conferencias técnicas para mujeres, y posteriormente contribuyó a paneles internacionales como el Comité sobre la Condición de la Mujer en la Física de la Sociedad Estadounidense de Física.